# Okres Stará Ľubovňa
Der Okres Stará Ľubovňa ist eine Verwaltungseinheit im Nordosten der Slowakei mit 53.392 Einwohnern (31. Dezember 2024) und einer Fläche von 707,9 km².
Historisch gesehen liegt der Bezirk zu großen Teilen im ehemaligen Komitat Zips (Spiš) im Westen des Gebiets, ein kleinerer Teil im ehemaligen Komitat Sáros (Šariš im Osten, siehe auch Liste der historischen Komitate Ungarns).
Der Okres ist einer der jüngsten der Slowakei, denn er existiert in seiner heutigen Form erst seit 1968. Die Seehöhe bewegt sich zwischen 445 und 1157 Metern über dem Meeresspiegel. Der Fluss Poprad durchfließt das ganze Gebiet von Westen nach Osten und fließt dann nach Norden nach Polen, wobei er für 30 Kilometer die Staatsgrenze zwischen Polen und der Slowakei bildet. In Polen mündet er dann in den zweiten Fluss des Okres Stará Ľubovňa, den Dunajec, der im Nordwesten des Okres ebenfalls Grenzfluss ist. Am Ufer des Dunajec befindet sich der Nationalpark Pieninen, der hauptsächlich aus Kalkstein besteht, während man im Gebiet von Stará Ľubovňa sonst Flyschsandstein findet.
Der höchste Gipfel des Okres ist der Minčol im Čergov-Gebirge im Osten des Gebiets.
Im Okres Stará Ľubovňa gibt es auch einige Mineral- und Thermalquellen. Bekannt sind Vyšné Ružbachy und Ľubovnianske Kúpele.

## Bevölkerung
| Jahr                | 1994   | 2004    | 2014    | 2024    |
| ------------------- | ------ | ------- | ------- | ------- |
| Anzahl der Personen | 48.627 | 51.373  | 53.379  | 53.392  |
| Unterschied         |        | +5,64 % | +3,90 % | +0,02 % |

| Jahr                | 2023   | 2024    |
| ------------------- | ------ | ------- |
| Anzahl der Personen | 53.107 | 53.392  |
| Unterschied         |        | +0,53 % |

## Städte
- Podolínec (Pudlein)
- Stará Ľubovňa ([Alt-]Lublau)

## Gemeinden
- Čirč
- Ďurková
- Forbasy (Forbs)
- Hajtovka
- Haligovce (Helbingsau)
- Hniezdne (Kniesen)
- Hraničné (Grenzdorf)
- Hromoš (Gromosch)
- Chmeľnica (Hopgarten)
- Jakubany (Jakobsau)
- Jarabina (Girm)
- Kamienka (Stein)
- Kolačkov (Klautsch)
- Kremná (Krembach)
- Kyjov
- Lacková (Latzenseifen)
- Legnava (Legenau)
- Lesnica (Leschnitz)
- Litmanová (Littmannsau)
- Lomnička (Kleinlomnitz)
- Ľubotín
- Malý Lipník (Kleinlaupnik)
- Matysová
- Mníšek nad Popradom (Remz)
- Nižné Ružbachy (Unterrauschenbach)
- Nová Ľubovňa (Neulublau)
- Obručné
- Orlov
- Plaveč (Plautsch)
- Plavnica
- Pusté Pole
- Ruská Voľa nad Popradom
- Starina
- Stráňany (Vorwerk)
- Sulín (Sulm)
- Šambron (Schönbrunn)
- Šarišské Jastrabie
- Údol
- Veľká Lesná (Reichwald)
- Veľký Lipník (Großlaupnik)
- Vislanka
- Vyšné Ružbachy (Oberrauschenbach)

Das Bezirksamt ist in Stará Ľubovňa.

## Bildergalerie

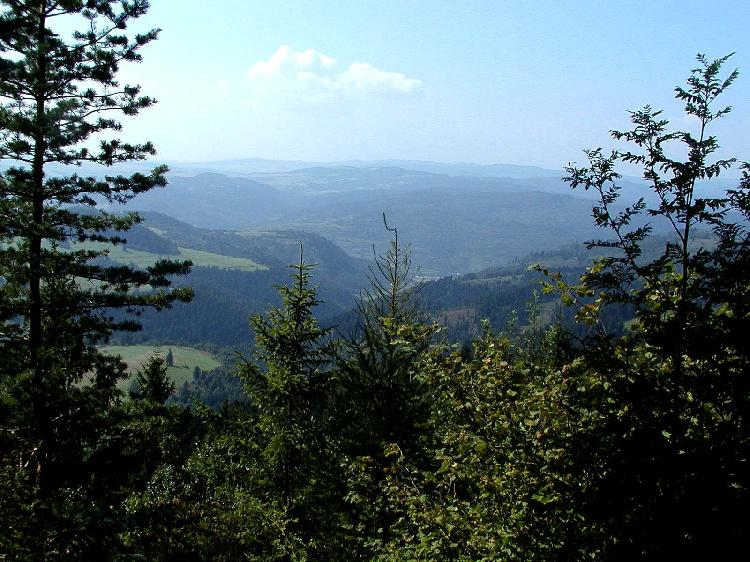
Levočské vrchy südlich von Stará Ľubovňa
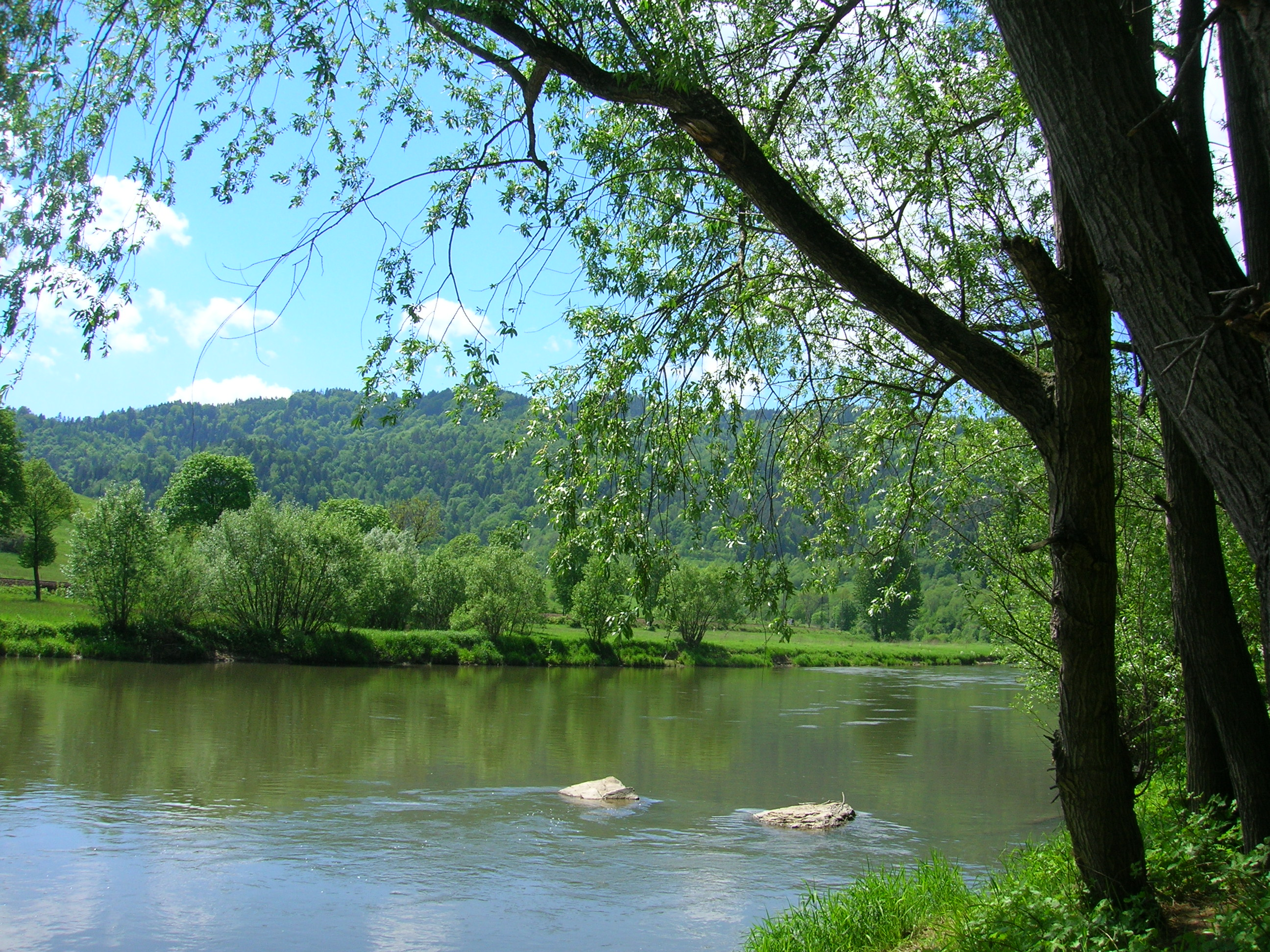
Der Poprad an der polnischen Grenze
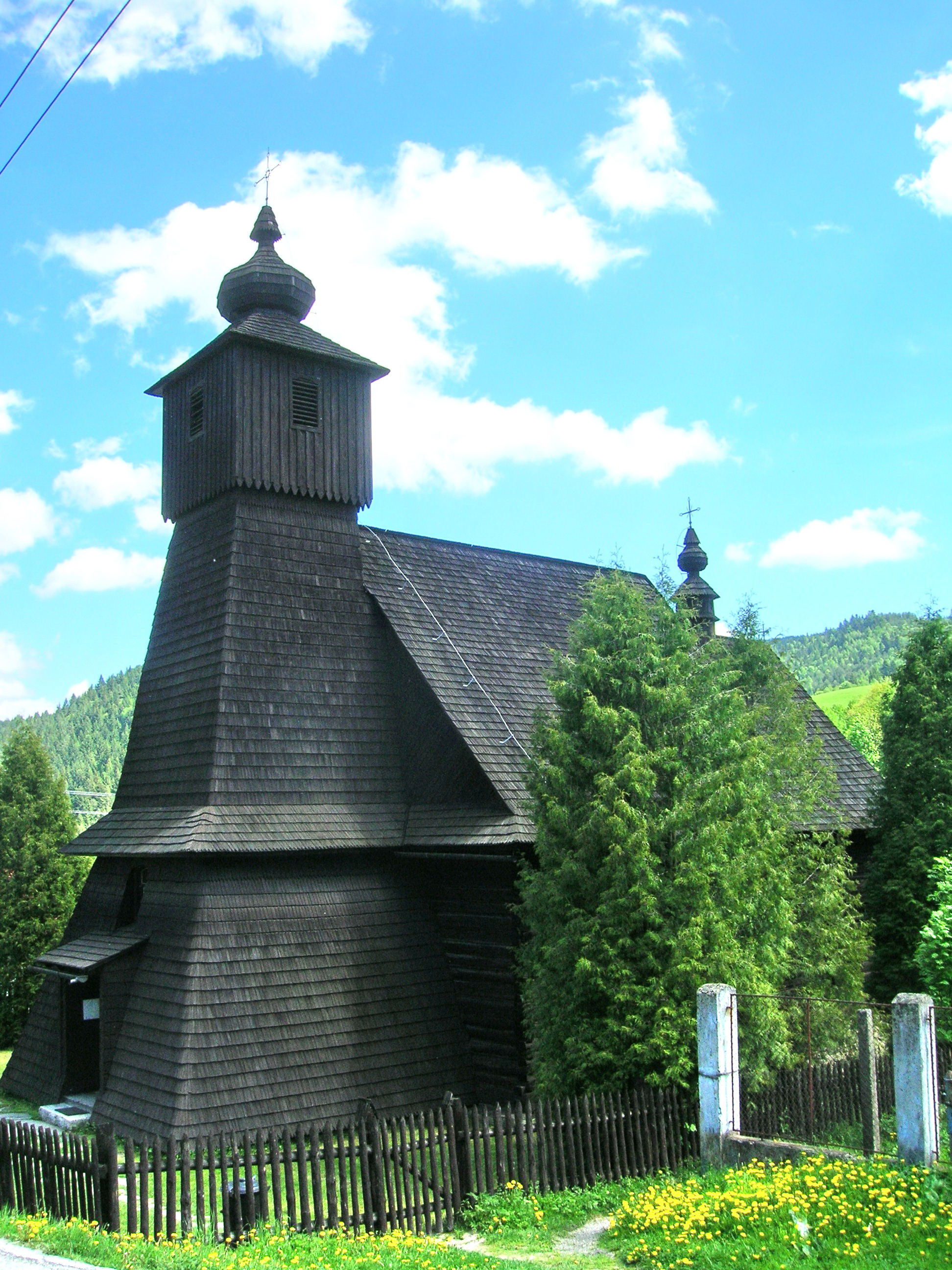
Die Holzkirche von Hraničné

## Kultur
In dem Artikel Denkmalgeschützte Objekte im Okres Stará Ľubovňa findet man Informationen über die vom slowakischen Denkmalamt geschützten Objekte im Okres.